# Chiesa di San Cristoforo (Borgo Val di Taro)
La chiesa di San Cristoforo è un luogo di culto cattolico dalle forme romaniche e neoclassiche situato nei pressi della frazione di San Pietro, appartenente al comune di Borgo Val di Taro, in provincia di Parma e diocesi di Piacenza-Bobbio; appartiene al gruppo delle pievi parmensi ed è sussidiaria della parrocchiale di San Pietro Apostolo di Porcigatone e fa parte della zona pastorale della Montagna.

## Storia
L'originario luogo di culto fu edificato nel X secolo dai monaci provenienti dall'abbazia di San Colombano di Bobbio, probabilmente al posto di un antico tempio pagano.
Nel 1017 la piccola chiesa, posta lungo una variante della via di Monte Bardone, fu restaurata per volere del conte Plato Platoni.
Un documento del 1221 attestava all'epoca la dipendenza del tempio e della vicina chiesa di San Pietro dalla pieve di San Giorgio di Borgotaro, distrutta verso la fine del XVI secolo.
Nel XVII secolo furono edificati il nuovo presbiterio a pianta squadrata e la cappella laterale a nord.
Nel XVIII secolo fu innalzata la facciata in stile neoclassico.
Nel 1780 fu demolito il campanile, che fu ricostruito nelle forme attuali nel 1833; la campana risalente al 1370 fu distrutta nel 1856.
Tra il 1997 e il 1998 furono eseguiti importanti lavori di restauro della chiesa, che riportarono alla luce le fondazioni dell'antica abside semicircolare e del campanile romanico.

## Descrizione

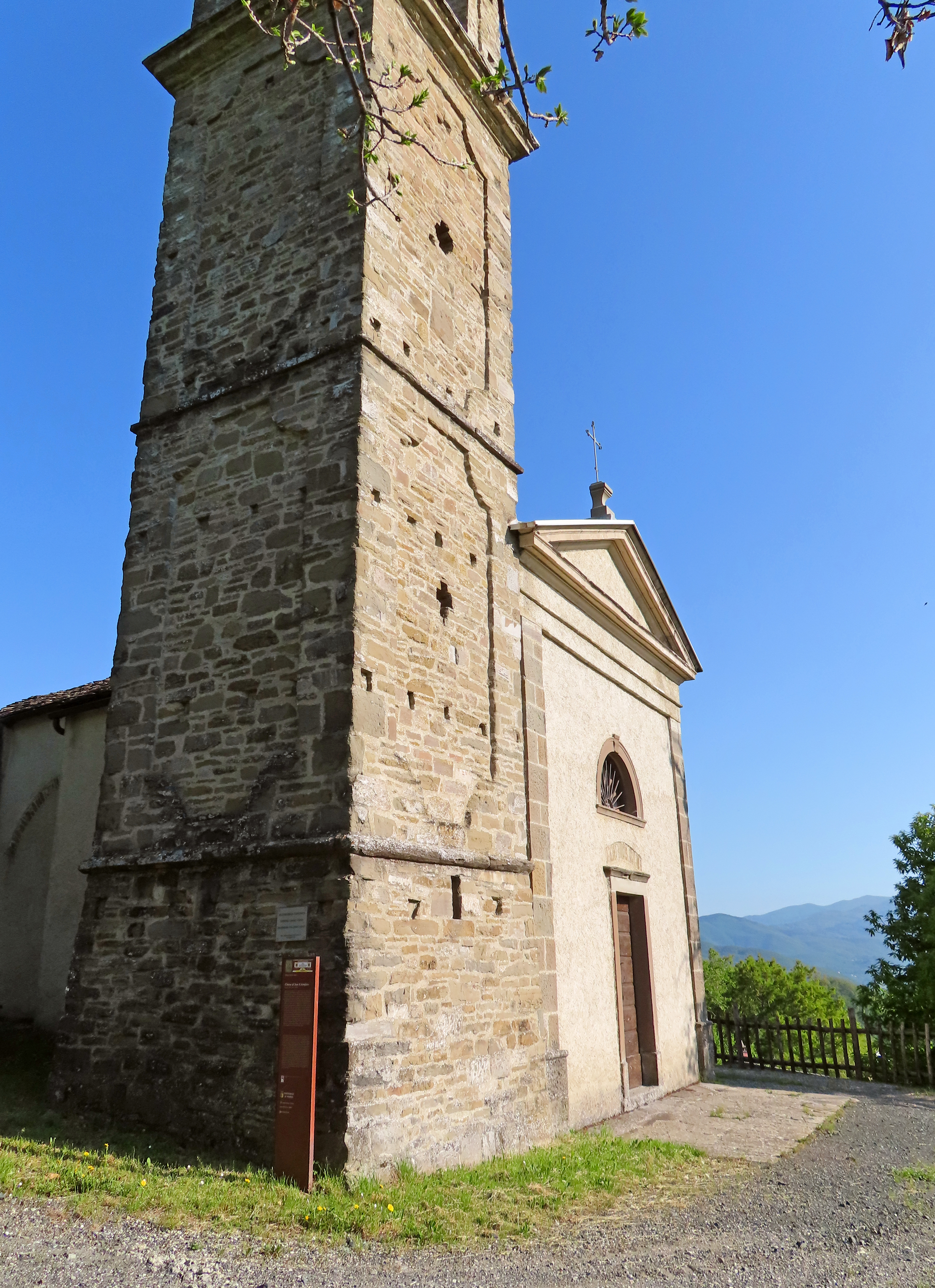
Facciata e lato nord

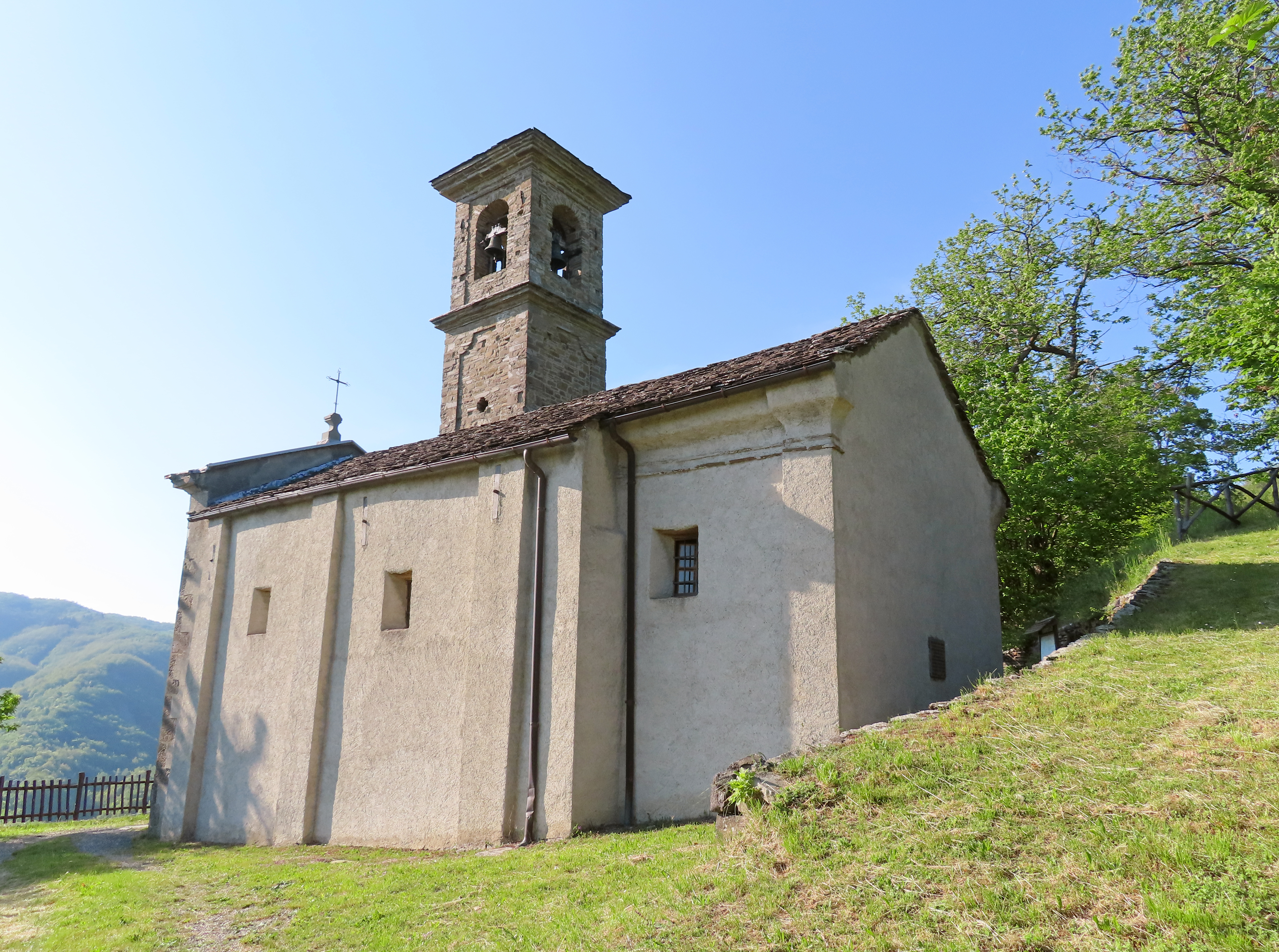
Rretro e lato sud

La pieve si sviluppa su un impianto a navata unica, con l'ingresso rivolto a ovest e il presbiterio a pianta rettangolare a est; dal lato sinistro aggettano la piccola cappella seicentesca e il campanile ottocentesco.
La simmetrica facciata intonacata è caratterizzata dalle lesene in conci di pietra poste alle estremità; al centro si apre il portale d'accesso delimitato da cornice e architrave in pietra in aggetto; superiormente, oltre una piccola volta in mattoni è collocata una finestra a lunetta incorniciata; a coronamento si innalza oltre il cornicione un ampio frontone triangolare.
I fianchi intonacati sono suddivisi in tre parti da una serie di paraste. Sul lato settentrionale si innalza il campanile in pietra, sviluppato su tre livelli suddivisi da fasce marcapiano; gli spigoli sono arricchiti da lesene, mentre la cella campanaria si apre attraverso quattro monofore ad arco a tutto sesto; a coronamento il tetto a quattro falde è rivestito in lastre di pietra.
All'interno la navata è coperta da un soffitto piano a travetti lignei, mentre il presbiterio è chiuso da una volta a botte; le pareti intonacate sono scandite da paraste con capitelli dorici a sostegno di ampie arcate in leggero aggetto. Il pavimento in pietra mostra attraverso alcune aperture vetrate le fondamenta dell'abside medievale semicircolare, leggermente disassata rispetto all'edificio attuale, i resti di un'antica sepoltura e il basamento della colonna di sostegno del campanile originario.